# Ciclina
Le cicline sono una famiglia di proteine che regolano la progressione del ciclo cellulare. Una ciclina forma un complesso con l'enzima CDK (chinasi ciclina-dipendente), la formazione di questo avvia l'attivazione delle CDK che viene completata dalla successiva fosforilazione. Le cicline sono così chiamate in quanto la loro concentrazione varia ciclicamente durante il ciclo cellulare; la loro produzione e degradazione è necessaria per dirigere la progressione dei differenti stadi del ciclo. La variazione della loro concentrazione dipende dall'espressione genica e dalla degradazione. A basse concentrazioni le cicline tendono a dissociarsi dalle chinasi ciclino-dipendenti e ad assumere una conformazione 'inattiva' in cui il sito attivo è reso indisponibile. Le cicline stesse non hanno alcuna attività enzimatica, ma hanno siti di legame per alcuni substrati e indirizzano le CDK verso specifiche localizzazioni cellulari.

## Etimologia
R. Timothy Hunt le scoprì nel 1982 mentre stava studiando il ciclo cellulare dei ricci di mare. In un'intervista per 'La vita scientifica' (in onda il 13/12/2011) condotto da Jim Al-Khalili, R. Timothy Hunt ha spiegato che il nome 'ciclina' è stato originariamente coniato per via del suo hobby in bicicletta. Soltanto dopo questa denominazione è diventata evidente l'importanza delle cicline nel ciclo cellulare ed il nome è rimasto perché era adeguato.

## Funzioni
Le cicline, quando si legano con le chinasi cicline dipendenti, come la p34 (cdc2) o la proteine Cdk1, formano il fattore di promozione della mitosi. MPF attiva altre proteine attraverso la fosforilazione. Queste proteine fosforilate, a loro volta, sono responsabili di eventi specifici durante la divisione cellulare, come la formazione dei microtubuli e il rimodellamento della cromatina. Le cicline possono essere suddivise in quattro classi in base al loro comportamento nel ciclo cellulare delle cellule somatiche dei vertebrati e nelle cellule di lievito: cicline G1 / S, cicline S, cicline G2, cicline M. Questa divisione è utile per la maggior parte dei cicli cellulari, ma non è universale, infatti alcune cicline hanno funzioni o tempi diversi in diversi tipi di cellule.
Le cicline G1 / S aumentano in tarda fase G1 e diminuiscono all'inizio della fase S. Il complesso Cdk-G1/S comincia a indurre i processi iniziali di replicazione del DNA in fase S, dapprima arrestando i sistemi che impediscono l'attività della Cdk in G1. Le cicline promuovono anche altre attività per il progresso del ciclo cellulare, come la duplicazione dei centrosomi nei vertebrati o SPB nel lievito. L'aumento della presenza delle cicline G1 / S è accompagnato da un aumento delle cicline S.
Le cicline S si legano ai Cdk e il complesso induce direttamente la replicazione del DNA. I livelli di cicline S rimangono elevati, non solo in tutta la fase S, ma anche in G2 e nei primi stadi della mitosi per promuoverne gli eventi precoci.
Le concentrazioni di ciclina M aumentano quando la cellula comincia a entrare in mitosi e il picco si ha in metafase. Alterazioni nel ciclo cellulare, come l'assemblaggio del fuso mitotico e l'allineamento dei cromatidi fratelli lungo l'asse del fuso sono indotti dai complessi cicline M- Cdk. La degradazione delle cicline M durante la metafase e anafase mitotiche, dopo che il punto di controllo dell'assemblaggio del fuso è soddisfatto, causa l'uscita dalla mitosi e la citocinesi.
Le cicline G1 non si comportano come le altre. Le loro concentrazioni aumentano gradualmente (senza oscillazione) durante il ciclo cellulare, basandosi sulla crescita cellulare e sui segnali esterni di regolazione della crescita. La presenza di cicline G coordina la crescita delle cellule con l'ingresso in un nuovo ciclo cellulare.

Ci sono diverse cicline - attivate in momenti differenti del ciclo cellulare - che permettono a CDK (anch'essi numerosi) di fosforilare particolari substrati. Tuttavia, ci sono anche cicline cosiddette orfane che non vengono riconosciute da una CDK complementare. Per esempio la ciclina F è una ciclina orfana, ciononostante essenziale al passaggio da G2 a M.

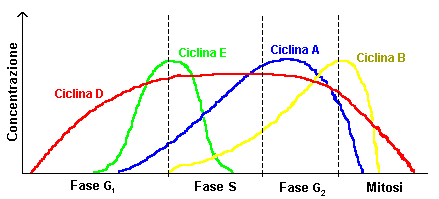
Espressione (concentrazione, in ordinata) delle varie cicline durante le fasi del ciclo cellulare: rosso=Ciclina D; verde=Ciclina E; blue=Ciclina A; giallo=Ciclina B

I tre complessi principali di ciclina-Cdk sono G1/S-Cdk, formato dalla ciclina G1/s o E e dalla proteinchinasi Cdk2, S-Cdk formato dalla ciclina S o A e da Cdk2, e M-Cdk formato dalla ciclina M o B e dalla proteinchinasi Cdk.
La ciclina D legata alle CDK4 e 6, durante la fase G1, una volta attivata dal segnale di un fattore di crescita via Ras, va a fosforilare, nel nucleo, la Rb, che prima inibiva il fattore di trascrizione E2F. Quest'ultimo, liberato dagli effetti inibitori della proteina Rb, può quindi avviare la trascrizione di geni che mettono capo alla sintesi di altre proteine coinvolte nella progressione del ciclo cellulare, tra cui la ciclina E; anch'essa, attraverso il legame con CDK2, parteciperà alla fosforilazione di Rb.
In modi paralleli agisce la ciclina A, unita a CDK2, per far procedere la fase S, che a sua volta indurrà la produzione di Ciclina B.
La ciclina B è altresì nota come "ciclina mitotica". La sua concentrazione e l'attivazione del complesso CDK1-ciclina B cresceranno fortemente a partire dalla fine della fase S per tutto G2 fino all'inizio della mitosi (fase M), quando calerà drasticamente a causa della degradazione. Il complesso di CDK e Ciclina B è chiamato Mitosis promoting factor (MPF) ovvero fattore che promuove la mitosi.
Tutte le cicline sono degradate dai proteosomi grazie al processo ubiquitinazione.
Nel 2001 a Leland H. Hartwell, R. Timothy Hunt, e Paul M. Nurse fu assegnato il Premio Nobel per la Fisiologia e la Medicina per la scoperta delle cicline e delle chinasi ciclina-dipendenti, come molecole fondamentale della regolazione del ciclo cellulare

## Struttura dei domini
Le cicline sono generalmente molto diverse tra loro per quanto concerne la struttura primaria, o sequenza aminoacidica. Si pensa che tutte le cicline contengano due domini compatti con struttura terziaria similie costituiti da 5 α eliche; il primo situato all'estremità N -terminale e il secondo all'estremità C -terminale. In tutte le cicline il dominio N-terminale ha una sequenza molto conservata di circa 100 aminoacidi che costituisce la “ciclina box”. Ad esempio, le regioni amino-terminale delle cicline S e M contengono brevi motivi di distruzione del box che guidano queste proteine verso la proteolisi durante la mitosi.

## Tipi
Ci sono molte cicline diverse che sono attive in diverse parti del ciclo cellulare e fanno in modo che il Cdk possa fosforilare diversi substrati. Ci sono anche diverse cicline "orfane" per cui nessun partner Cdk è stato identificato. Ad esempio: la ciclina F è una ciclina orfana che è essenziale per la transizione G2/M. Uno studio in C. elegans ha rivelato i ruoli specifici delle cicline mitotiche. In particolare, recenti studi hanno dimostrato che la ciclina A crea un ambiente cellulare che favorisce il distacco dei microtubuli dai cinetocori nella prometafase per assicurare la correzione efficiente degli errori e la corretta segregazione dei cromosomi. Le cellule devono separare i loro cromosomi in modo preciso ed è un evento che si basa sul legame bi-orientato dei cromosomi ai microtuboli del fuso, attraverso delle strutture specializzate chiamate cinetocori. Nelle prime fasi della divisione, ci sono numerosi errori riguardo a come i cinetocori si legano ai microtuboli del fuso. I legami instabili promuovono la correzione degli errori tramite un meccanismo di distacco costante: il riallineamento e il riattacco dei microtubuli ai cinetocori nelle cellule permette di trovare il legame corretto. La ciclina A governa questo processo e lo mantiene attivo fino a quando gli errori non sono eliminati. In cellule normali, un'espressione persistente di questa ciclina impedisce la stabilizzazione dei microtubuli legati ai cinetocori anche in cellule con cromosomi allineati. Come i livelli della ciclina A diminuiscono, i legami ai microtubuli diventano stabili, permettendo ai cromosomi di dividersi correttamente per poter proseguire il ciclo cellulare. Al contrario, in cellule dove la ciclina A viene poco espressa, i legami ai microtubuli sono stabilizzati prematuramente, di conseguenza, queste cellule potrebbero non riuscire a correggere gli errori, portando a tassi più elevati di segregazione errata dei cromosomi.

## Gruppi principali
Ci sono due gruppi principali di cicline:
- Cicline G1/S – essenziali per il controllo del ciclo cellulare nella fase di transizione G1/S:
  - ciclina A/Cdk 2 - attiva nella fase S.
  - ciclina D/Cdk 4, ciclina D/Cdk6 e ciclina E/Cdk2 - regolano la transizione dalla fase G1 alla fase S.
- Cicline G2/M - per il controllo del ciclo cellulare nella fase di transizione G2/M (mitosi). Le cicline G2/M si accumulano in maniera costante durante la fase G2 e vengono bruscamente degradate quando la cellula esce dalla mitosi (alla fine della fase M).
  - ciclina B/Cdk 1 - regola la progressione dalla fase G2 alla fase M.

## Sottotipi
I sottotipi ciclina-specificifi includono:
| Specie          | G1                           | G1/S               | S                      | M                       |
| S. cerevisiae   | Cln3 (Cdk1)                  | Cln 1,2 (Cdk1)     | Clb 5,6 (Cdk1)         | Clb 1,2,3,4 (Cdk 1)     |
| S. pombe        | Puc1? (Cdk1)                 | Puc1, Cig1? (Cdk1) | Cig2, Cig1? (Cdk1)     | Cdc13 (Cdk1)            |
| D. melanogaster | ciclina D (Cdk4)             | ciclina E (Cdk2)   | ciclina E, A (Cdk2,1)  | ciclina A, B, B3 (Cdk1) |
| X. laevis       | O sconosciute o non presenti | ciclina E (Cdk2)   | ciclina E, A (Cdk2,1)  | ciclina A, B, B3 (Cdk1) |
| H. sapiens      | ciclina D 1,2,3 (Cdk4, Cdk6) | ciclina E (Cdk2)   | ciclina A (Cdk2, Cdk1) | ciclina B (Cdk1)        |

| Famiglia | Membri                       |
| A        | CCNA1, CCNA2                 |
| B        | CCNB1, CCNB2, CCNB3          |
| C        | CCNC                         |
| D        | CCND1, CCND2, CCND3          |
| E        | CCNE1, CCNE2                 |
| F        | CCNF                         |
| G        | CCNG1, CCNG2                 |
| H        | CCNH                         |
| I        | CCNI, CCNI2                  |
| J        | CCNJ, CCNJL                  |
| K        | CCNK                         |
| L        | CCNL1, CCNL2                 |
| O        | CCNO                         |
| T        | CCNT1, CCNT2                 |
| Y        | CCNY, CCNYL1, CCNYL2, CCNYL3 |

## Altre proteine contenenti questo dominio
Le seguenti proteine umane contengono un dominio ciclina:
CABLES2, CNTD1, CNTD2